# かまやつひろし
かまやつ ひろし / ムッシュかまやつ（本名：釜萢 弘（かまやつ ひろし）、1939年〈昭和14年〉1月12日 - 2017年〈平成29年〉3月1日）は、日本のミュージシャン、俳優。通称「ムッシュ」。「ザ・スパイダース」の元メンバーでもある。1989年以降は、ミュージシャンとしては「ムッシュかまやつ」が正式な活動名である。東京府（現・東京都）千代田区出身。
父はジャズシンガーのティーブ・釜萢。長男のTAROかまやつことかまやつ太郎はアーティスト。ジャズシンガーの浅田陽子は母方の叔母、ジャズ・トランペッターの森山久は義理の叔父（浅田の夫）。フォーク歌手の森山良子は従妹、元・歌手の森山奈歩は従姪、シンガーソングライターの森山直太朗は従甥にあたる。

## 経歴

### 生い立ち
日系アメリカ人でジャズ・ミュージシャンの父ティーブ・釜萢の影響で、代々木上原で育った幼少時からアメリカ直輸入の音楽と英語、ファッションに親しむ。なお、ティーブ・釜萢はほとんど日本語を話せなかった。
青山学院中等部卒業、青山学院高等部時代にカントリー&ウェスタン歌手としてデビュー。その後青山学院高等部卒業。青山学院大学中退。

### デビューと六本木野獣会
ミッキー・カーチスらとともにロカビリーや歌謡曲などのジャンルに取り組み、グループ「ワゴンマスター」「サンダーバード」「キャノンボール」の一員として日劇ウェスタンカーニバルに出演した。テイチクレコードにてレコードも多数吹き込む。
また、かまやつは田辺靖雄を中心にした六本木野獣会のメンバーだった。メンバーには峰岸徹、中尾彬、大原麗子、小川知子、井上順、福澤幸雄らがいた。多いときは、最大30人前後で構成された。野獣会といってもワイルドな集団ではなく、富裕層の子女が多かった。
釜萢ヒロシ名義で『檻の中の野郎たち』（東宝映画）に出演したこともある。
さまざまな盛場へ出向くことや、ロカビリー歌手時代の映画出演の際の東宝や日活の撮影所での交流などで、時代に名を残すスターたちと出会う。これらの活動から、音楽評論家の松村雄策はかまやつを日本初のロック・ミュージシャンと位置づけている。

### ザ・スパイダース
「ザ・スパイダース」にゲストボーカルで参加した後、正式メンバーとしてヴォーカルおよびリズムギターを担当、代表曲である「あの時君は若かった」「いつまでもどこまでも」「バン・バン・バン」「ノー・ノー・ボーイ」「フリフリ」「なんとなくなんとなく」などを作曲した。1970年9月の最終シングル「エレクトリックおばあちゃん」は、かまやつの作曲である。
当時から晩年までかまやつは遅刻魔として有名で、デビューシングル「フリフリ」のジャケット撮影時も遅刻したため、彼の姿は写っていない。また、堺正章は「あるとき、かまやつの遅刻に気付いてアパートに電話をしたが、出た相手に『かまやつさんは出発しました』と言われた。電話を切った後でその相手こそがかまやつだったと気付いた」というエピソードを語っている。
ほかにもかまやつは、印象的なステージダンスやステージの服装関連といったザ・スパイダースの音楽的なアイディアマンとしてグループの中心人物だった。また、当時のトップレーサーである福澤幸雄や式場壮吉らと親交があり、ファッションリーダー的存在であった。紳士服メーカー「エドワーズ」企画部長でもあった福澤からは衣装提供などを受けた。

### ソロ活動（1970年以降）
1970年2月25日に初の本格的なソロ・アルバム『ムッシュー/かまやつひろしの世界』を発売。このアルバムは、当時は世界的にも珍しかった「一人多重録音」という画期的な方法で制作された。また、音楽的にもさまざまなジャンルを融合した実験的な作品であった。その反面、1970年4月に発売されたソロシングル「どうにかなるさ」は、もともとザ・タイガースの岸部修三（現・一徳）と岸部シロー兄弟のデュオアルバム『Sally & Shiro』のために書き下ろされた曲のセルフカバーであったが、カントリーシンガーとしてのルーツに回帰する意向も反映された。1970年代初頭のフォークブームに触発され、主導権を奪ったフォークシンガーの吉田拓郎に接近し、吉田作品の「シンシア」、「我が良き友よ」などを歌う。「我が良き友よ」は90万枚を超えるセールスを記録し代表曲とした。1975年のフォーライフ・レコード設立の際も参加を希望したが、契約の問題などで参加できなかった。また「ウォッカ・コリンズ」へのゲスト出演や、タワー・オブ・パワーが演奏を務めた「ゴロワーズを吸ったことがあるかい」を発表。ウォッカ・コリンズのリード・シンガー、アラン・メリル、ザ・テンプターズのドラマーだった大口広司や、作詞家の安井かずみらとともにイタリアンレストラン「キャンティ」常連組の一人であった。
テレビアニメ作品『はじめ人間ギャートルズ』のエンディングテーマとなった「やつらの足音のバラード」もよく知られ、2004年にはスガシカオによってカバーされている。
空虚なヒット歌手の座に居心地の悪さを感じたかまやつは、1970年代後半からはライブを中心としたマイペースな活動を展開した。フュージョン、シティ・ポップ、ニュー・ウェイヴ等、音楽のトレンドに敏感に反応したアルバムも数枚リリース。1980年代以降は、若い世代のミュージシャンたちとコラボ企画で交流を深めていった。当時の音楽活動について「1975年ころから僕自身、当時のポップ・シーンに手がつけられなくなって探ってました。レコードが出せるようになるまで10年かかりました」と述べている。
1978年、母が膵臓癌で死去。
音楽活動のかたわら、テレビドラマ『時間ですよ』や映画『戦国自衛隊』といった映像作品にも出演している。1977年2月、朝日放送『ハロー・ヤング』の司会を務め、これに出場したレイジーの才能を見出してデビューの誘いをかけた。その後、デビューしたレイジーに楽曲提供もしている。しかし、本来ハードロック志向だったレイジーが所属事務所の社長である藤田浩一の意向でベイ・シティ・ローラーズのようなアイドル路線でデビューさせられたことは予想外だったようで、のちに「レイジーをあのような形でデビューさせたことを後悔している」と述べている。
1990年代初頭のアシッド・ジャズブームで、前述した「ゴロワーズを吸ったことがあるかい」が再評価され、1994年にバックミュージシャンにブラン・ニュー・ヘヴィーズ、ジェームス・テイラー、D.C.リーなどを起用してロンドンでレコーディングした「Gauloise」を、小山田圭吾が主宰するレコードレーベル・トラットリアから発表する。このアルバムで新たに若い層のリスナーを獲得し、その後もCORNELIUS（コーネリアス）、カヒミ・カリイのアルバムやコンサートに参加する。
2002年には小西康陽プロデュースのアルバム「我が名はムッシュ」を発売する。松任谷由実、小山田圭吾、ミッキー・カーチスなどがコメントを寄せ、堺正章との共演曲などが話題を呼んだ。

### バンド活動
1986年に日本を代表するスタジオ・ミュージシャン達を集めたバンド「One Night Stand Brothers」（ギター：今剛、ベース：高水健司、ドラム：島村英二、キーボード：小島良喜、ボーカル・ギター：ムッシュかまやつ）を結成したり、アラン・メリル（ジョーン・ジェット&ザ・ブラックハーツ「I Love Rock'n'Roll」の作者として知られる）、大口ひろし、ルイズルイス加部と再結成した「ウォッカ・コリンズ」(Vodka Collins) の活動もある。
そして、1999年には堺正章・井上堯之とともに「ソン・フィルトル」を結成し、シングル「Yei Yei」をリリースした。
2006年ごろからはザ・ブルーズパワーへの客演を行っていたが、2009年9月2日に発売されたブルーズ・ザ・ブッチャー（ザ・ブルーズパワーの後身バンド、メンバーは永井"ホトケ"隆、沼澤尚、中條卓、KOTEZ）の『Rockin' with Monsieur』に参加し、ブルースやブリティッシュビートのカバーを手がけている。

### 晩年の活動
BS朝日『SHAKE THE MUSIC』のメインMCを担当したほか、多数の音楽番組やCMに出演。プロ野球・東京ヤクルトスワローズの青木宣親外野手の応援歌に「バン・バン・バン」が使われていた（2006年度から変更）ほか、北海道日本ハムファイターズの応援団が同チームの得点時にかまやつ作曲の「I'm A 北海道 Man（お〜い、北海道）」（オリジナルは三橋美智也）を演奏するのが恒例となっている。
テレビ番組出演時に「ボクは、君たち（若い）世代と話ができなくなったらおしまい」と言っていたことからもうかがえるが、時代の最先端の音楽に取り組みながら、若手ミュージシャンとも積極的に共演した。彼は松任谷由実、伊藤銀次、THE ALFEE、Char、小西康陽、小山田圭吾、カヒミ・カリィ、曽我部恵一らのミュージシャンたちから敬愛されていた。
2009年2月18日には、井上順、今井美樹、甲斐名都、堺正章、THE ALFEE、TAROかまやつ、トータス松本、秦基博、一青窈、布袋寅泰、Micro、森山直太朗、森山良子などのゲスト・ミュージシャンとのコラボレイトによるアニバーサリー・アルバム『1939〜MONSIEUR（サンキュー ムッシュ）』を発表した。
2012年10月3日には、THE BOHEMIANSとコラボし、ザ・スパイダースの名曲をカバーするミニアルバム『THE SPIDER BEAT』を「THE BOHEMIANS avec ムッシュかまやつ」名義で発表した。
2013年以降は、KenKen、山岸竜之介とのユニット LIFE IS GROOVE としての活動もある。
2016年9月6日、9月10日に出演予定だったイベントを欠席することと肝臓がんであることが所属事務所から発表された。
10月に退院後はいとこの森山良子宅で療養しながら通院治療を行っていた。同年12月8日には、堺正章の70歳記念ライブに訪れた。当初は客席後方で観ていたが、堺の呼びかけに応じて登壇。堺と2人で『サマー・ガール』を歌った。がん公表後初の公の場での姿であったが、このときがかまやつ最後の公の場での歌唱となった。
2017年3月1日18時5分、膵癌のため東京都内の病院で死去。78歳没。妻も同年2月に亡くなっていたが、かまやつは最期まで妻の死を知らないままだったという。なお、妻の告別式の時点でかまやつの状況も思わしくなく、意識混濁状態であった。
キリスト教徒だったため密葬は世田谷区の頌栄教会で行われたが、墓所は東京都港区元麻布にある賢崇寺。釜萢家の墓はかつて東京・小平にあったが2018年4月に賢崇寺へと改葬されたことが息子のTAROを通して公表された。麻布十番の近くにしたのは人が集まる所が好きだったかまやつの希望を叶えたものだという。

## エピソード
- 愛煙のタバコは楽曲にもなったゴロワーズ(カポラル)。
- ロッド・スチュワートとフェイセズのファンで、きつつきヘアーは、ロッドの髪型をマネたものである。
- 後年はアニエスのニット帽をかぶることが多く、彼のトレードマークであった。
- ザ・スパイダース時代、ビートルズ日本公演の際、前座としての出演を打診されたが、前座出演をするとコンサート自体が見られなくなるため、「PRとしておいしい話ではあったが辞退し、ほかの何人かのメンバーとともに客席からコンサートを観た」との逸話を語っている。
- アラン・メリルとは1960年代後期以来の親友であり、ウォッカ・コリンズ後の近年(2015年)もアランの来日ライヴに参加している。また、2007年のニューヨーク市のアラン宅での大変カジュアルな共同セッションがうかがえる。
- フジテレビ系バラエティ番組『パラダイスGoGo!!』内のコーナー企画「勝ち抜きフォークソングコンテスト」で審査員を務めた。このコンテストにアマチュア時代の真心ブラザーズが出場しており、かまやつは彼らの音楽性を高く評した。真心ブラザーズはこれをきっかけにメジャーデビューした。
- 吉田拓郎は『LOVE LOVEあいしてる』にて、かまやつが「我が良き友よ」のギターを「変なコードを弾く…」と本人の前でコメントしている。実際、その箇所のコードは通常のコード譜に沿ったものではなく、テンションコードや自身の手癖で作ったコードなどで弾いていることが多い。『Char meets ???? 〜TALKING GUITARS〜』に出演した際も、響きとしての「コード感を大事にしている」という発言がある。
- カーマニアとしても知られており、これまでにMGTFやGMC・タイフーン、ミニ・カントリーマン（森山良子、森山直太朗に受け継がれる）、フェラーリ280、クライスラー・PTクルーザー・コンバーチブル、アバルト595トリブート・フェラーリなど数々の高級車や外車に乗ってきた。ツイッギーが所有していたミニに乗っていたこともあったが、トラブル続きですぐに手放したと述べている[28]。
- 1969年2月12日に事故死したレーシングドライバーの福澤幸雄とは親友であり、福澤を偲んだ「ソー・ロング・サチオ」という曲を作り、歌っている。また、同じく親友であった俳優・赤木圭一郎の死因となった1961年2月14日の日活撮影所でのカート激突事故現場に居合わせている[29]。
- 2013年、Mick Stewart名義で作曲したTanya Tucker "Hello Mr. Sunshine"（1976）を日本のカントリー歌手石田美也で37年ぶりにCD化する企画をする。
- 2009年、TBSのテレビ番組「はなまるマーケット」に出演した際、おすすめのバンドとして「ZAZEN BOYS」を紹介した。「僕の惹かれる音魂を持っている人達なんだよね」[30]。

## 家系、縁戚
父はジャズシンガーのティーブ・釜萢。長男のTAROかまやつことかまやつ太郎は、フジテレビ勤務のサラリーマン時代に、2005年5月25日に『風のわだち』でメジャーデビューしたアーティストであり、2011年に退職した後はより本格的に音楽活動を行っている。また、叔母（母の妹）はジャズシンガーの浅田陽子。浅田陽子の夫で義理の叔父が、ジャズトランペッターの森山久。従妹はフォーク歌手の森山良子。従姪は元歌手の森山奈歩（おぎやはぎの小木博明の妻）、従甥はシンガーソングライターの森山直太朗という芸能一家である。
- ティーブ・釜萢 - 父。ミュージシャン。
- TAROかまやつ - 長男。ミュージシャン。
- 森山良子 - 従妹。フォーク歌手。
- 森山奈歩 - 従姪。元・歌手。
- 森山直太朗 - 従甥。シンガーソングライター。

## 作品

### シングル

#### テイチク時代/かまやつヒロシ名義
1. 殺し屋のテーマ c/w 皆殺しの歌（テイチク NS-207、1960年2月。） *コーラスはハニー・ナイツ
2. おおキャロル/恋の片道切符（テイチク NS-210、1960年3月） *コーラスはクリスタル・シスターズ
3. 悲しいインディアン/悲しき16才（テイチク NS-235、1960年5月） *バックはザ・サンダーバード
4. カラーに口紅/朝日のようにさわやかに（テイチク NS-265、1960年7月） *バックはザ・サンダーバード
5. 月影のナポリ/ティーンエイジ・ブギ（テイチク NS-302、1960年9月） *バックはテイチク・アンサンブル
6. 赤鼻のトナカイ/サンタ・クロースがやってくる（テイチク NS-317、1960年10月） *バックはテイチク・アンサンブル
7. 結婚してチョ/殺したいほど好きなんだ（テイチク NS-331、1960年12月） *バックはテイチク・アンサンブル
8. 遥かなるアラモ/恋の汽車ポッポ（テイチク NS-335、1961年1月） *バックはテイチク・アンサンブル
9. 凸凹ブルース/こんがらがっちゃった（テイチク NS-351、1961年2月） *バックはテイチク・アンサンブル
10. 消えゆくインディアン/オー・オー・ロジー（テイチク NS-354、1961年2月） *バックはワゴン・エース
11. G.I.ブルース/ウッド・イル・ハート（テイチク NS-358、1961年2月） *バックはワゴン・ウェスト
12. チョイチョイ節/誘惑してミナ（テイチク NS-359、1961年2月） *バックは秋本薫とシックス・ナイツ
13. 青春突撃一中隊/ヨサホイ数え唄（テイチク NS-382、1961年4月） *バックはテイチク・アンサンブル
14. マージャン必勝法/清水港の三太郎（テイチク NS-428、1961年7月） *バックはテイチク・アンサンブル
15. ぶらぶら天国/ズンドコ人生（テイチク NS-435、1961年7月） *バックはチャーリィ脇野とゲイ・ポップス
16. どなたでござんす/江戸っ子風来坊（テイチク NS-457、1961年9月）
17. 裏町上等兵/ファイヤ囲んで（テイチク NS-468、1961年10月）
18. 弥次さん喜多さん（duet 夏洋一）（テイチク SN-4、1961年10月） *B面は夏洋一「東京の雨」
19. 嘆きのブルース/かえり船（テイチク NS-481、1961年11月）

#### スパイダーズ以降ソロ時代（シングル）
1. どうにかなるさ/つめたい部屋のブルース（1970年4月5日、フィリップス、FS-1121）※オリコン50位
2. 気らくなものさ/脱走列車（1971年5月、フィリップス、FS-1198）
3. 四つ葉のクローバー/喫茶店で聞いた会話（1971年11月25日、フィリップス、FS-1226）※A面コーラスにガロが参加。
4. のんびりいくさ/ブレイン・フード・ママ（頭の体操）（1972年6月、ヴァーティゴ、FX-6）※B面英語詞。
5. 青春挽歌/幼きものの手をひいて（1972年11月、ヴァーティゴ、FX-9）
6. 人生は旅だよ/乱れたら（1973年6月）
7. 近頃のネコ/乱れたら（1973年10月21日、ヴァーティゴ、FX-15）
8. シンシア/竜飛崎（1974年7月、CBSソニー、SOLB-156OD）※よしだたくろうとかまやつひろし名義
9. 我が良き友よ/ゴロワーズを吸ったことがあるかい（1975年2月5日、EXPRESS、ETP-20098）※オリコン1位
10. 海のうた [沖縄海洋博覧会住友館イメージソング]
11. 水無し川/親父よ（1975年11月5日、EXPRESS、ETP-20194）
12. 汽笛一声夕陽が沈む/三人組（1976年5月5日、EXPRESS、ETP-20257）
13. サテンドレスのセブンティーン/サマー・ラブ・アゲイン（1977年6月25日 TRIO 3B-116）
14. つづけ青春たちよ/ありの大統領（1977年10月21日 TRIO 3C-102）※テレビアニメ『まんが偉人物語』（TBS系列）前期テーマ曲
15. マイ・オールド・ギブソン/12時の賛歌（1978年5月、トリオレコード、3B-130）
16. 青春どんづまり/あの時君は若かった（LIVE）（1978年10月、トリオレコード、SB-144）
17. 時を呼び停めて（1980年6月1日）※森山良子 かまやつひろし名義
18. 旅の歌/また逢う日まで（1981年2月、東芝EMI、ETP-17118）
19. あの時君は若かった/ノー・ノー・ボーイ（1981年11月、東芝EMI、ETP-17255）
20. なんとなくソクラテス/モノラル・グラフィティー（1982年9月、東芝EMI、ETP-17407）※テレビドラマ『アイコ16歳』（TBS系列）主題歌
21. エリマキトカゲの真実/襟巻きと影（1984年6月、ワーナー・パイオニア、L-1677）
22. ゴロワーズを吸ったことがあるかい/我が良き友よ（1985年5月10日）
23. ワンナイト・スタンド・ブラザース/欠陥BOY × 欠陥GIRL（1986年9月5日、ポリドール、7DX1463）
24. ノー・ノー・ボーイ/ノー・ノー・ボーイ（リプリーズversion）（1988年6月21日、フォーライフ、SAM-95）
25. キスの下手な男/Bitter For My Taste（1989年9月21日、フォーライフ）
26. すてきな僕ら/BLUEでできた僕たちの楽園（1990年12月21日、フォーライフ、FLDF-09129）
27. 雨の小径で恋をして/Kの週末（1991年5月21日、フォーライフ、FLDF-09140）
28. やつらの足音のバラード/ALLORA…（1994年9月2日、フォーライフ、FLDF-1527）
29. ノー・ノー・ボーイ/ヒノエ・ウマ・ノ・オンナ（2000年9月21日、トライエム、MECI-11001）※マーク・キャス with かまやつひろし名義

### アルバム

#### かまやつヒロシ名義
- かまやつヒロシの俺の歌を聞いてくれ（テイチク NL-1131、1960年）

#### スパイダーズ以降ソロ時代（アルバム）
1. ムッシュー/かまやつひろしの世界（1970年2月25日、テイチク）
2. どうにかなるさ アルバムNo.2（1971年5月、PHILIPS、FX-8014）
3. ファーザー&マッド・サン （1971年）※ティーブ釜萢との競演盤
4. 釜田質店 （1973年、VERTIGO、FX-8611）
5. あゝ、我が良き友よ（1975年4月、東芝EMI・Express、ETP-72033）
6. ムッシュ・ファースト・ライヴ （1978年、TRIO）
7. WALK AGAIN （1978年6月、TRIO、3B-1012）
8. スタジオ・ムッシュ（1978年9月、TRIO、3B-1024）
9. パイナップルの彼方へ（1979年、TRIO、3B-1027）
10. ONE NIGHT STAND BROTHERS（1986年、What's Up? Group、CDは2003年）※ムッシュかまやつ ONE NIGHT STAND BROTHERS 名義
11. THE SPIDERS COVER'S （1989年、フォーライフ）
12. In and Out（1990年、フォーライフ）
13. Fragrance（1991年、フォーライフ）
14. pittoresque（1991年、フォーライフ）
15. Gauloise（1994年、Trattoria）
16. 我が名はムッシュ（2002年、*********(readymade) records,tokyo）
17. Classics（2002年、BMG）
18. 1939〜MONSIEUR（2009年、avex io）
19. ザ・スパイダース・カバーズ（2010年）
20. THE SPIDER BEAT（2012年）※「THE BOHEMIANS avec ムッシュかまやつ」名義。THE BOHEMIANSとコラボレーションしてスパイダーズ時代の曲をカバーした。
21. 雷門Project（2016年）※「雷門Project」名義。井上日徳と1986年頃に制作しつつも未発表だったアルバムを再レコーディングし、インディーズから発売。遺作。

### 提供楽曲
- ザ・ビーバーズ
  - 君なき世界 （醐樹弦名義、1967年）
  - ホワイ・ベイビー・ホワイ（醐樹弦名義、作曲、1967年）
- 森山良子
  - 野に咲く花（作曲、1968年）
- ザ・テンプターズ
  - 帰らなかったケーン（作曲、1969年）
  - 静かな嵐（作曲、1969年）
- ソウル・エイジェンツ
  - 昨日のように（作曲、1969年10月）
- 永井秀和
  - おせっかいな雨（1969年）
- ザ・タイガース
  - 脱走列車（作曲、1970年）
  - 人は…（作曲、1970年）
- サリー&シロー（岸部修三&岸部四郎）
  - どうにかなるさ（作曲、1970年）
- 和田アキ子
  - ハート・ブレーク・ドール（作曲、1970年）
- 立川マリ
  - ダンケシェーン・ブンダバー（作曲、1970年）
- 安井かずみ
  - プール・コワ（作曲、1970年)
- アラン・メリル
  - 涙（作曲、1971年）
  - 太陽と雨（作曲、1971年）
- ロック・パイロット
  - ゆりになった少年（作曲、1971年）
  - 月旅行（作曲、1971年）
- キャノンボール
  - 地獄へのパスポート（作曲、1971年）
- ガロ
  - 四つ葉のクローバー（1972年）
- 笠井紀美子
  - ベッドの舟で愛の海へ（作曲、1972年）
  - ジョージのブルース（作曲、1972年）
  - とじこめて（作曲、1972年）
  - 乾き（作曲、1972年）
  - You Talk Too Much（作曲、1972年、笠井紀美子との共作）
- 西城秀樹
  - 君がいる限り（作曲、1973年、アルバム『エキサイティング秀樹 - ちぎれた愛/情熱の嵐』収録）
- にしきのあきら（現・錦野旦）
  - ピポピポ旅行（作曲、1973年、テレビドラマ『走れ!ケー100』（TBS系列）主題歌）
- DO.T.DOLL（ドゥー・ティー・ドール）
  - 涙のシーズン（作曲、1974年）
- 安西マリア
  - 恋の爆弾（作曲、1974年）
  - エンド・マーク（作曲、1974年）
- 木之内みどり
  - まだ手探りしている天使（作曲、1978年）
- レイジー
  - ハロー・ロスアンジェルス（作曲、1978年）
- スラップスティック
  - 好きだよオンリー・ユー（作曲、1980年、アルバム『モロGS』収録）
  - 蒼い渚（作曲、1980年、アルバム『モロGS』収録）
  - 夕陽のジェニー（作曲、1981年、アルバム『GSチック』収録）
  - 太陽のパーティー（作曲、1981年、アルバム『GSチック』収録）
  - ヘイ・ヘイ・ダーリン（作曲、1981年、アルバム『GS伝説』収録）
  - ロリータ（作曲、1981年、アルバム『GS伝説』収録）
  - 野ばらの坂道（作曲、1981年、アルバム『GS伝説』収録）
  - ポッピング・セブンティーン（作曲、1981年、アルバム『GS伝説』収録）
  - 夕陽のメロディー（作曲、1982年、アルバム『ボートハウスに連れてって』収録）
  - LADY FISH（作曲、1982年、アルバム『ボートハウスに連れてって』収録）
  - 流星ハイウェイ（作曲、1982年、アルバム『ボートハウスに連れてって』収録）
  - DOWN TOWN（作曲、1982年、アルバム『ボートハウスに連れてって』収録）
  - 8月の都会（作曲、1982年、アルバム『ボートハウスに連れてって』収録）
  - SLAP MEMORIES（作曲、1983年、アルバム『DO YOU REMEMBER? 直線回帰』収録）
  - 男達の伝説（作曲、1983年、アルバム『DO YOU REMEMBER? 直線回帰』収録）
  - 青春浪漫（作曲、1983年、アルバム『DO YOU REMEMBER? 直線回帰』収録）
- 沢田研二
  - 午前3時のエレベーター（作曲、1980年、アルバム『G.S.I_LOVE_YOU』収録）
  - CAFÉビァンカ（作曲、1980年、アルバム『G.S.I_LOVE_YOU』収録）
  - 想い出のアニー・ローリー（作曲、1981年、アルバム『S/T/R/I/P/P/E/R』収録）
  - everyday joe（作曲、2000年、アルバム『耒タルベキ素敵』収録）
- C-C-B
  - ゴールドコーストのクリスマス（作曲、1983年、アルバム『Mild Weekend』収録）
  - そして9月（作曲、1984年、アルバム『Boy's Life』収録）
- 三橋美智也
  - I'm A 北海道 Man（作曲、1984年、おおーい北海道キャンペーン・テーマソング）
- 可愛かずみ
  - 星の歌を聴きながら（作曲、1984年）
- 立花理佐
  - 大人はわかってくれない（作曲、1987年）
  - 瞬間（作曲、1987年）
  - 放課後デート（作曲、1987年）
- TUBE
  - Sail Away Forever（作詞、1988年）
- 近藤真彦
  - Ho Ho Ho…（作曲、1990年）
- 今井美樹
  - Tea for two（作曲、1991年）
- 中嶋美智代
  - 恋の歌（作曲、1991年）
  - 雨の動物園（作曲、1992年）
- 片山誠史
  - BLUE DIAMOND（作曲、1993年）
- 寺岡呼人
  - SMILE A GO GO!（作詞、1995年）

### CM（楽曲提供も含む）
- ライオン バイタリス「乱れたら」（1972年）
- 日本コカ・コーラ「うるおいの世界・友達編」（1974年）
- 味の素ゼネラルフーヅ マックスウェル「ハロー・ミスター・サンシャイン（タニヤ・タッカー）」（1976年） - 「ミック・スチュワート」名義での提供
- 明星食品 「チャルメラコーン」（1978年）
- アップリカ 「コンコルミニ」（1980年）
- NTT「Let's Call おばあちゃん」（1986年） - ザ・スパイダース時代の楽曲「エレクトリックおばあちゃん」の替え歌で、かまやつが歌っている。
- サントリー ワイン 「レゼルブ」（1987年）
- 宝酒造 純「Legend」（1994年）
- ソニー・コンピュータエンタテインメント 「PlayStation」（1997年）
- 岩手県競馬組合「1999競馬のジョー」（1999年）[31]
- 日本コカ・コーラ 「ミニッツ・メイド」（2001年）
- トヨタ自動車「プロボックス」「サクシード」（2002年）
- サッポロビール 「ヱビスビール」（2003年）
- 明治乳業 「VAAM WALKER」（2005年）
- KDDI「au ジュニアケータイ」（2006年）
- サントリーフーズ 「フラバン茶」（2007年）
- サントリーフーズ 「ボス」（2009年）
- KINCHO 「ゴキブリがいなくなるスプレー」（2010年）
- サントリー（2011年4月） - 東北地方太平洋沖地震 復興支援の企業イメージCMに出演（坂本九のヒット曲である「上を向いて歩こう」・「見上げてごらん夜の星を」の両曲を同社グループのCM出演者総勢71名がリレー方式で歌っている）。
- ACジャパン「ささえあったら、人になる。」（2011年）
- 江崎グリコ「みんなに笑顔を届けたい。冬篇」（2012年）[32]

### アニメーション
- OVA『DOWN LOAD 南無阿弥陀仏は愛の詩』（1992年）劇中音楽および下記挿入歌
  - OUT OF BORDER
  - WEATHER REPORT BLUES
  - DETHMAIL BLUES
- RTB （OVA『戦闘妖精雪風』エンディングテーマ）
- さみしいさみしい （2001年） 『千と千尋の神隠し』イメージアルバム収録のカオナシのイメージソング
- The IJIN-DEN 天才の法則 （作曲、2003年、アニメ『妄想科学シリーズ ワンダバスタイル』オープニングテーマ）

## 出演

### 映画
- 檻の中の野郎たち（1959年、東宝） - ロー公 役[8] ※釜苑ヒロシ名義
- 俺の故郷は大西部（1960年、日活）　※挿入歌「結婚してチョ」
- 大森林に向かって立つ（1961年、日活） - 利坊 役　※挿入歌「かえり船」
- 有難や節 あゝ有難や有難や（1961年、日活） - 梅 役
- 東京騎士隊（1961年、日活） - 平井 役　※主題歌「東京騎士隊」挿入歌「誘惑してミナ」「チョイチョイ節」
- 学園広場（1963年、日活） - 釜田 役
- 波止場の賭博師（1963年、日活） - 太田 役　※挿入歌「アンニー・ローリー」
- 仲間たち（1964年、日活）
- ザ・スパイダースのゴー・ゴー・向こう見ず作戦（1967年、日活）
- ザ・スパイダースの大進撃（1968年、日活）※音楽担当
- ザ・スパイダースの大騒動（1968年、日活）※音楽担当
- ザ・スパイダースのバリ島珍道中（1968年、日活）
- 渚の白い家（1978年、松竹） - ケン 役　※音楽担当
- 戦国自衛隊（1979年、角川春樹事務所） - 根本茂吉二士 役
- ゴジラ（1984年、東宝） - 新幹線の乗客 役[2][注 5]
- ぼくと、ぼくらの夏（1990年、東映クラシックフィルム） - テレビの男 役
- THE DETECTIVE IS BORN 代官山物語 「探偵誕生」（1998年） - ミスター役
- けものがれ、俺らの猿と（2000年、日活）
- ゴーストシャウト（2004年、東京テアトル） - お化け屋敷館主 役
- The焼肉ムービー プルコギ（2007年、ファントム・フィルム） - プルコギ食堂の客 役

### テレビドラマ
- 時間ですよシリーズ （1971年 - 1990年、TBS） - 釜田 役
- アイコ16歳 （1982年、TBS） -  カメラマン・川内 役 ※主題歌「なんとなくソクラテス」
- さよなら三角 （1983年、CX） - 五十嵐先生 役
- ビートたけしの学問ノススメ （1984年、TBS） - 釜田先生 役
- 金田一少年の事件簿 （2001年、NTV） - 斑目紫紋 役
- Xmasなんて大嫌い（2004年、NTV） - 大倉弘志 役
- 無理な恋愛 （2008年、KTV） - ケンちゃん 役
- ガールズトーク〜十人のシスターたち〜（2012年 - 2013年、EX） - 神やつひろし 役 ※ナレーション
- スナック喫茶エデン（2012年 - 2013年、CX） - 釜田 役 [注 6]

### 吹き替え
- ベビーシッター・アドベンチャー（1993年、フジテレビ） - アルバート・コリンズ 役

### コンサート
- Dream Power ジョン・レノン スーパー・ライヴ （2001年）
- 吉田拓郎 & かぐや姫 Concert in つま恋 2006 （2006年）
- 大山ミュージックリゾート in 花回廊 （2007年）
- ap bank fes '10 （2010年）

### その他
- どんとこい!電リク大進撃（TBSラジオ）
- ジーンズミュージック（TBSラジオ）
- ヤングタウンTOKYO 女の子だけで満員御礼（TBSラジオ、1976年）
- ムッシュかまやつ 青春交差店（TBSラジオ）
- 三菱ドライビングジョッキー（TBSラジオ）[1]
- SUPER ARTIST TRIBUTE（TBSラジオ）
- ハローパーティー（文化放送）
- かまやつひろしのポップスニューヒット（ニッポン放送）
- フレッシュ・サウンド大進撃 さだまさしのまさしんぐワールド（ニッポン放送）
- かまやつひろしのニューミュージック・ベストテン（ニッポン放送）
- ザ・グレイト・30イヤーズ・オブ・ヒッツ（ラジオ日本）[1]
- Dr.ムッシュの不思議館
- LEGENDS ムッシュかまやつ Keep On Running（JFNC、2007年 - 2017年3月[注 7]）
- SHAKE THE MUSIC：BS朝日
- ベネッセコーポレーション
- サザンオールスターズ『太陽は罪な奴』（1996年）PV - バスの運転手 役

## 書籍
著作
- 『我が良き友よ！人生は愉快じゃないか』 かまやつひろし名義、KKベストセラーズ、1975年6月5日
- 『ムッシュ!』 ムッシュかまやつ名義、日経BP社、2002年8月31日、ISBN 9784822242695
- 『ムッシュ!』 ムッシュかまやつ名義、文春文庫、2009年11月10日、ISBN 9784167773274

関連書籍
- 『キャンティ物語』 野地秩嘉著、幻冬舎文庫、1997年8月1日
- 『ジョージ・カックルのロックンサーフィンメッセージ』ジョージ・マラリアス カックル著、戎光祥出版、2005年3月1日
- 『ジャパニーズ・ロックインタビュー集』 TOブックス、2010年、ISBN 9784904376188
- 『エッジィな男 ムッシュかまやつ』サエキけんぞう・中村俊夫共著、リットー・ミュージック、2017年10月13日

## 関連人物
- ザ・スパイダース - 所属していたグループ・サウンズ。
  - 田邊昭知 - 田辺エージェンシー社長。ザ・スパイダースを始める前からの親友。
  - 堺正章 - タレント、司会者、俳優。
  - 井上順 - タレント、司会者、俳優。2017年5月2日に行われた、かまやつのお別れの会の発起人を務めた。
  - 井上堯之 - ミュージシャン。
  - 大野克夫 - 作曲家、ミュージシャン。
  - 加藤充 - 実業家、ミュージシャン。
- グループサウンズ仲間
  - 萩原健一
  - 沢田研二
- キャンティ族 - 東京都港区麻布台（六本木）にある1960年開店の老舗イタリア料理店に集っていた仲間。
  - 川添浩史 - キャンティ創業者。初の渡欧の際にピエール・カルダンを紹介してもらうなど、国際的な視野を広げてくれた存在。
  - 川添梶子（岩元梶子） - 川添浩史夫人、通称・タンタン。ザ・スパイダースの楽曲では英語詞の作詞も手掛けている。
  - 川添象郎 - 川添浩史の長男。キャンティ開店前からの友人。
  - 福澤幸雄 - 親友。福澤諭吉の曾孫でレーサー兼ファッションモデルで紳士服メーカー「エドワーズ」の企画部長。彼の死を悼んで「ソー・ロング・サチオ」を作った。
  - 安井かずみ - 遊び仲間。作詞家、翻訳家。
  - 加賀まりこ - 遊び仲間。女優。
  - コシノジュンコ - 遊び仲間。ファッションデザイナー。
  - 生沢徹 - 遊び仲間。レーサー。
  - ミッキー・カーチス - タレント、ロック歌手、俳優。ロカビリー時代に共に活動していた。
- ミュージシャン
  - 内田裕也 - ロック歌手、俳優。
  - 松任谷由実 - 「荒井由実」時代のデビューシングル「返事はいらない」のプロデュースを行う[6]。TBS「セブンスターショー」（1976年3月14日放映）では共演し、互いに曲を贈りあった。その時、かまやつは松任谷（当時は荒井由実）へ「楽しいバス旅行」、松任谷からかまやつへ「中央フリーウェイ」が贈られた。なお、1999年に行われたかまやつの還暦祝いでは、松任谷が仲居頭を務めた。2017年5月2日のお別れの会では井上順と一緒に発起人を務め、会場内で「中央フリーウェイ」を追悼唱で捧げた。
  - 吉田拓郎 - 元々は六本木界隈での飲み仲間[6][33]。その後「シンシア」、「我が良き友よ」などの楽曲提供を受け、大ヒットとなる。テレビやライブなどで度々共演することがある[14][15]。
  - 南こうせつ - テレビなどで度々共演することがある。
  - レイジー - かまやつが見い出しデビューさせた。
  - ガロ - かまやつのバックバンドを経て、ミッキー・カーチスのプロデュースでデビューした。かまやつの「四葉のクローバ一」のレコーディングに参加、及びカヴァーしている。またメンバーの日高富明と堀内護より、楽曲提供を受けている。
  - THE ALFEE - ガロの弟分。売れなかった頃にかまやつのバックバンドとして全国を回っていた[34]。
  - 渚のオールスターズ - 複数のミュージシャンで結成されたバンドおよびそのプロジェクト。結成時からのメンバー。
- 俳優仲間
  - 赤木圭一郎 - 赤木がゴーカートで事故死する日に、順番でかまやつがそのゴーカートに乗る可能性もあったと、著書で書いている。